# 前橋市役所

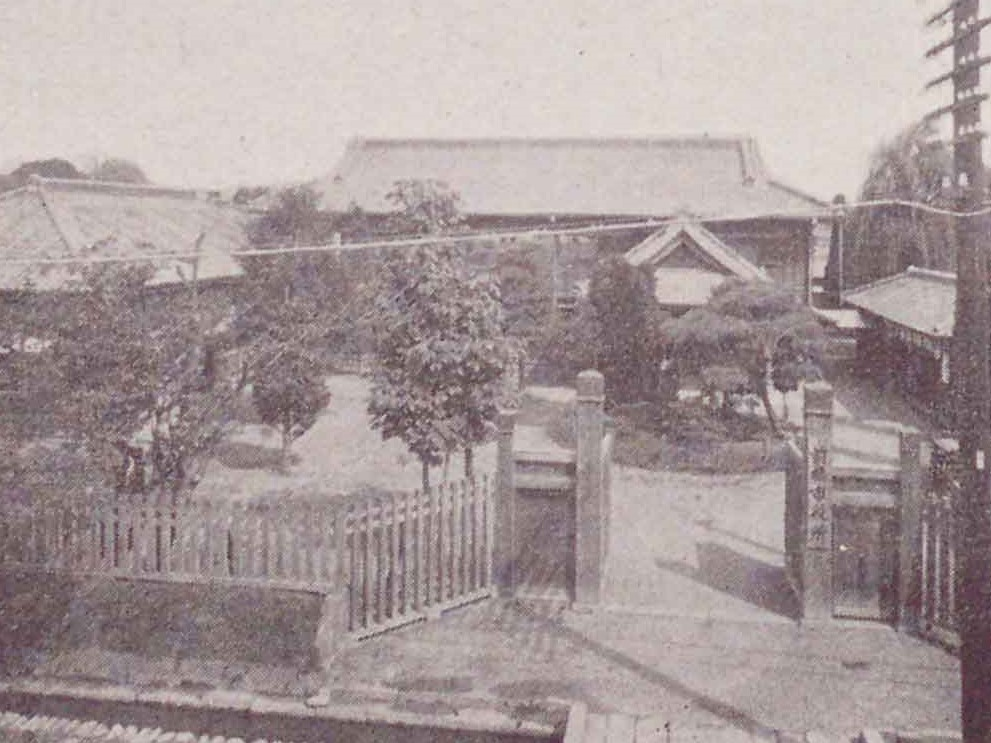
明治26年に建設され、昭和20年まで使用された前橋市役所庁舎

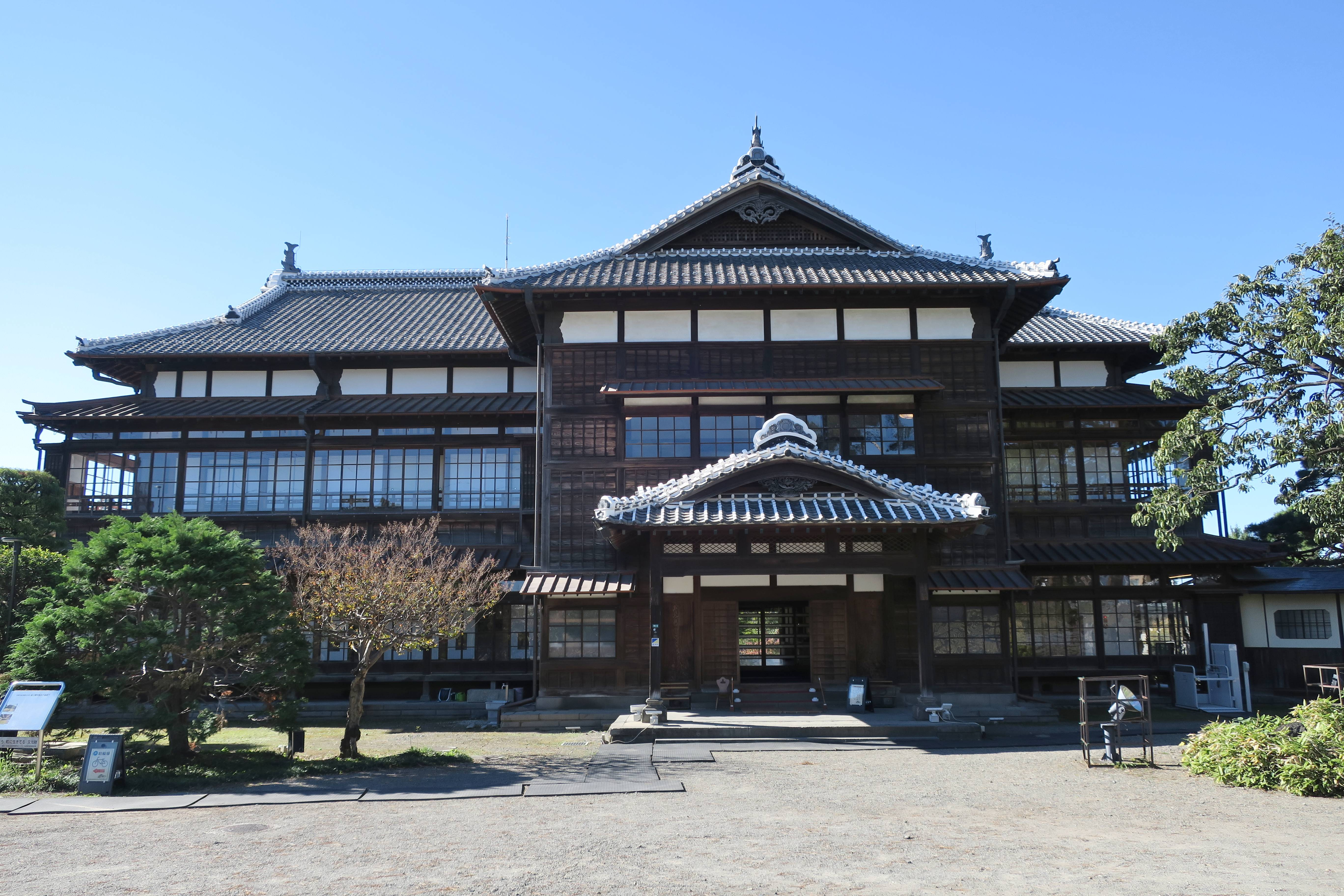
昭和20年から前橋市役所として使用された臨江閣（写真は別館）

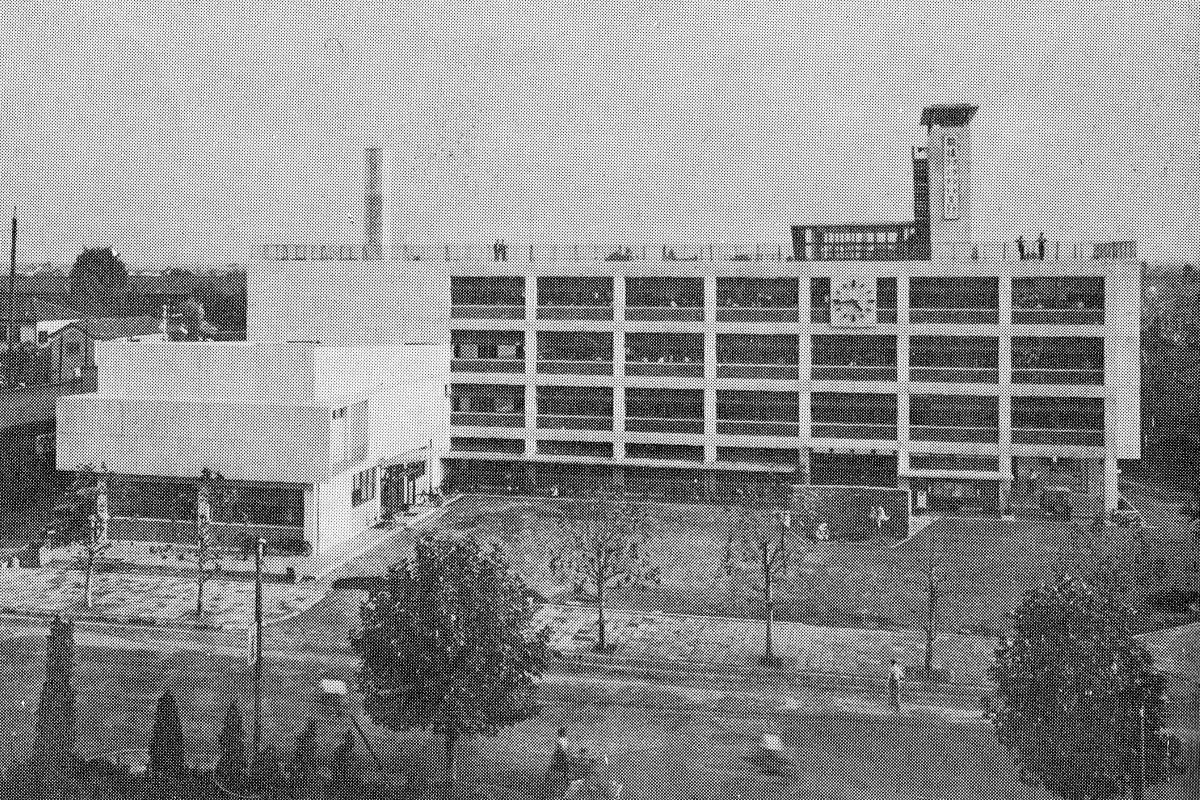
昭和29年落成の前橋市役所庁舎

前橋市役所（まえばししやくしょ）は、日本の地方公共団体である前橋市の組織が入る施設（役所）である。

## 沿革
1892年（明治25年）4月1日 - 市制施行。庁舎は横山町の元前橋町役場（現在の千代田町二丁目）を使用。
1893年（明治26年）7月20日 - 曲輪町の旧高等学校跡（現在の日本銀行前橋支店）に新庁舎落成、移転。建物は2階建木造瓦屋根、総工費3406円。前橋藩民事役所だったという由緒から、旧建物の玄関のみ新市庁舎の玄関として取付けた。
1945年（昭和20年） - 戦災を避けるため市役所を臨江閣・同別館に移す。6月初旬に兵事厚生課を臨江閣別館に移した後、7月13、14日に財務貯蓄課を臨江閣別館に移し市役所分室とする。8月4日に防衛課及び土木水道課を残して全部が臨江閣・同別館に移転した。元の市役所庁舎は前橋空襲による被災を免れたが、残った2課も臨江閣に移り、元の市役所庁舎には前橋警察署が入った。1948年（昭和23年）以降段階的に旧庁舎に各課が戻る。
1954年（昭和29年）7月12日 - 曲輪町35番地（現在の所在地）に4階建新市庁舎が完成、26日から執務開始。設計は佐藤武夫、施行は清水建設、工費は1億9千万円。
1981年（昭和56年）6月20日 - 新庁舎落成。鉄骨・鉄筋コンクリート造り、地下2階・地上12階建て、総工費64億1200万円。設計は坂倉建築研究所、施工は清水建設・佐田建設・小林工業。

## 所在地
- 〒371-8601
- 住所：群馬県前橋市大手町二丁目12番1号

## アクセス
- 中央前橋駅（上毛電気鉄道上毛線）から徒歩16分。
- JR前橋駅から徒歩19分。

## 窓口受付時間
- 午前8時30分から午後5時15分
- 土曜日、日曜日、祝日、年末年始（12月29日～翌年1月3日）を除く

## 市庁舎
概要
- 敷地面積：5,956.10平方メートル
- 建築面積：3,230.08平方メートル
- 延床面積：21,517.60平方メートル
- 構造：地下2階地上12階（鉄骨鉄筋コンクリート造）
- 建物の高さ：60.3メートル
- 駐車場：合計285台
- 各階の構成は市のウェブサイトを参照
- 1983年第24回BCS賞受賞。

## 支所

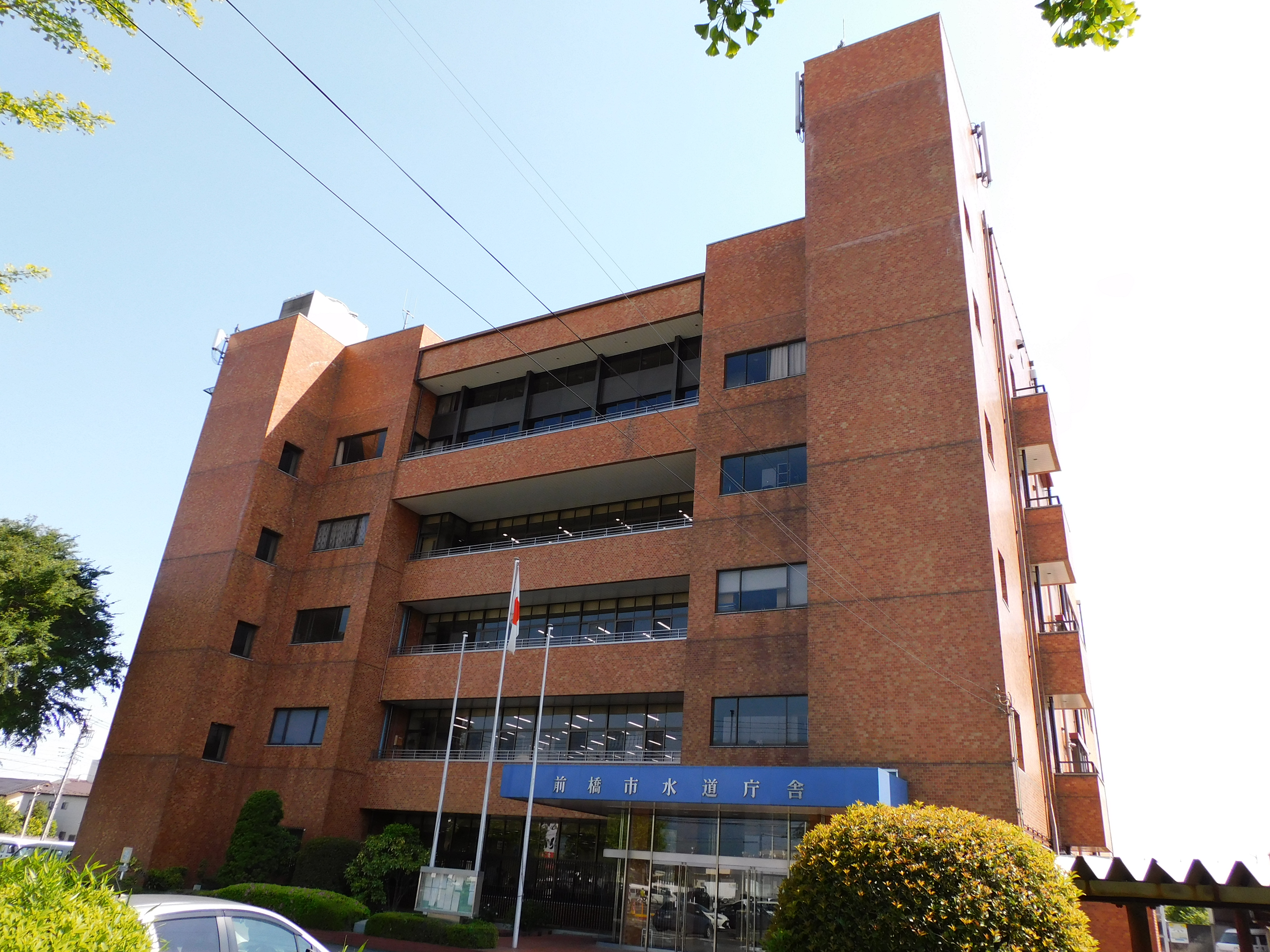
水道局
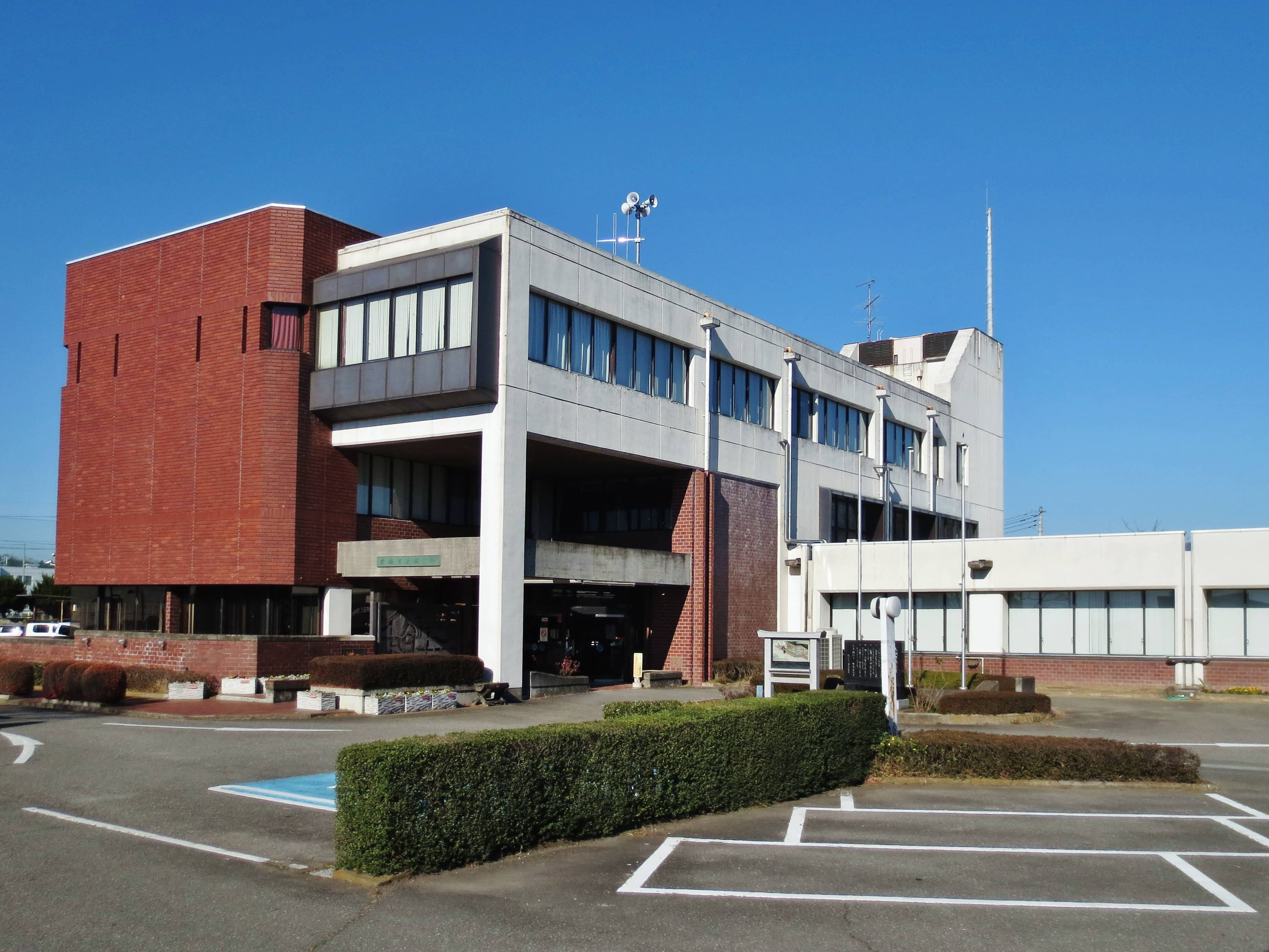
大胡支所
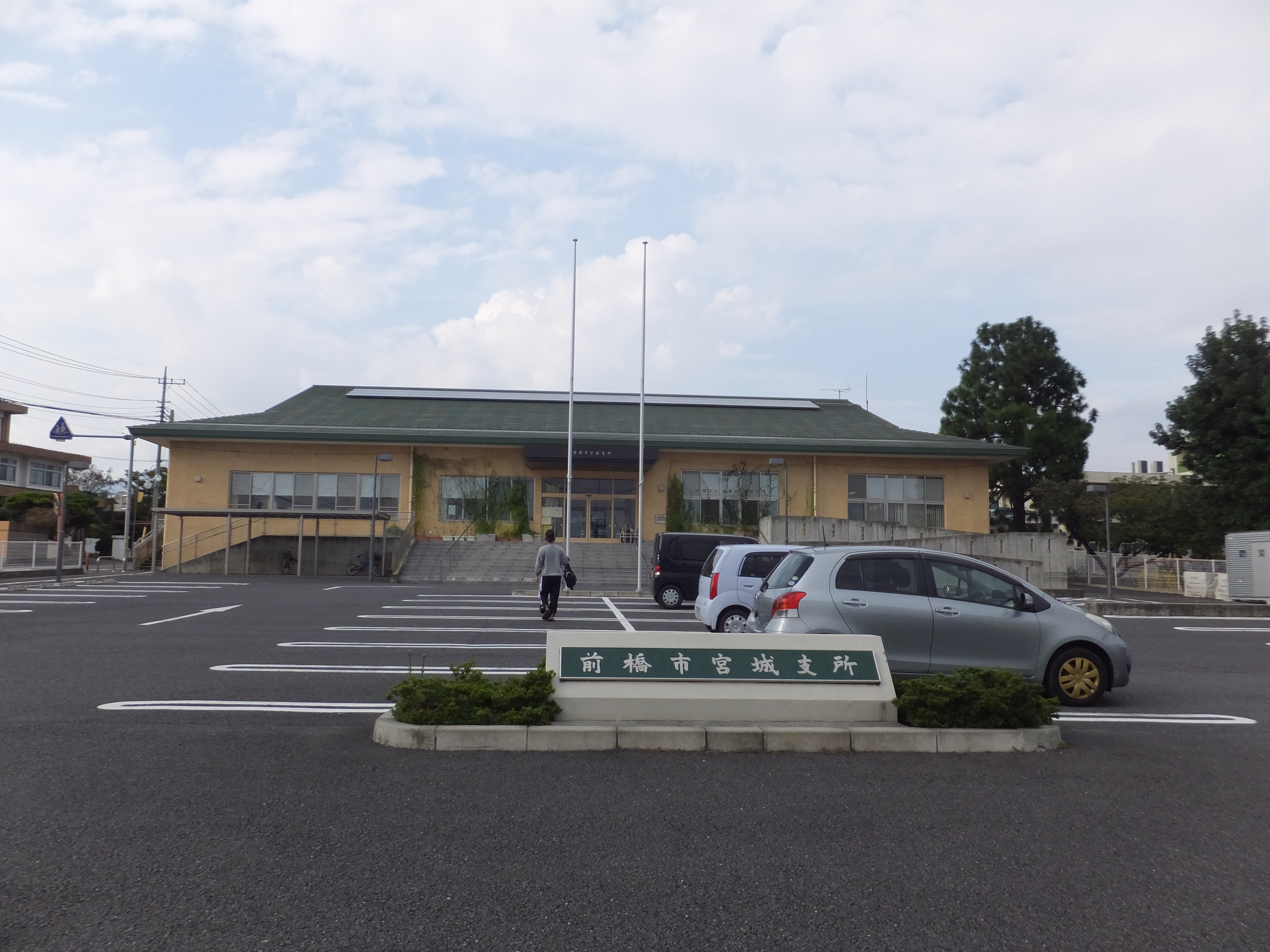
宮城支所
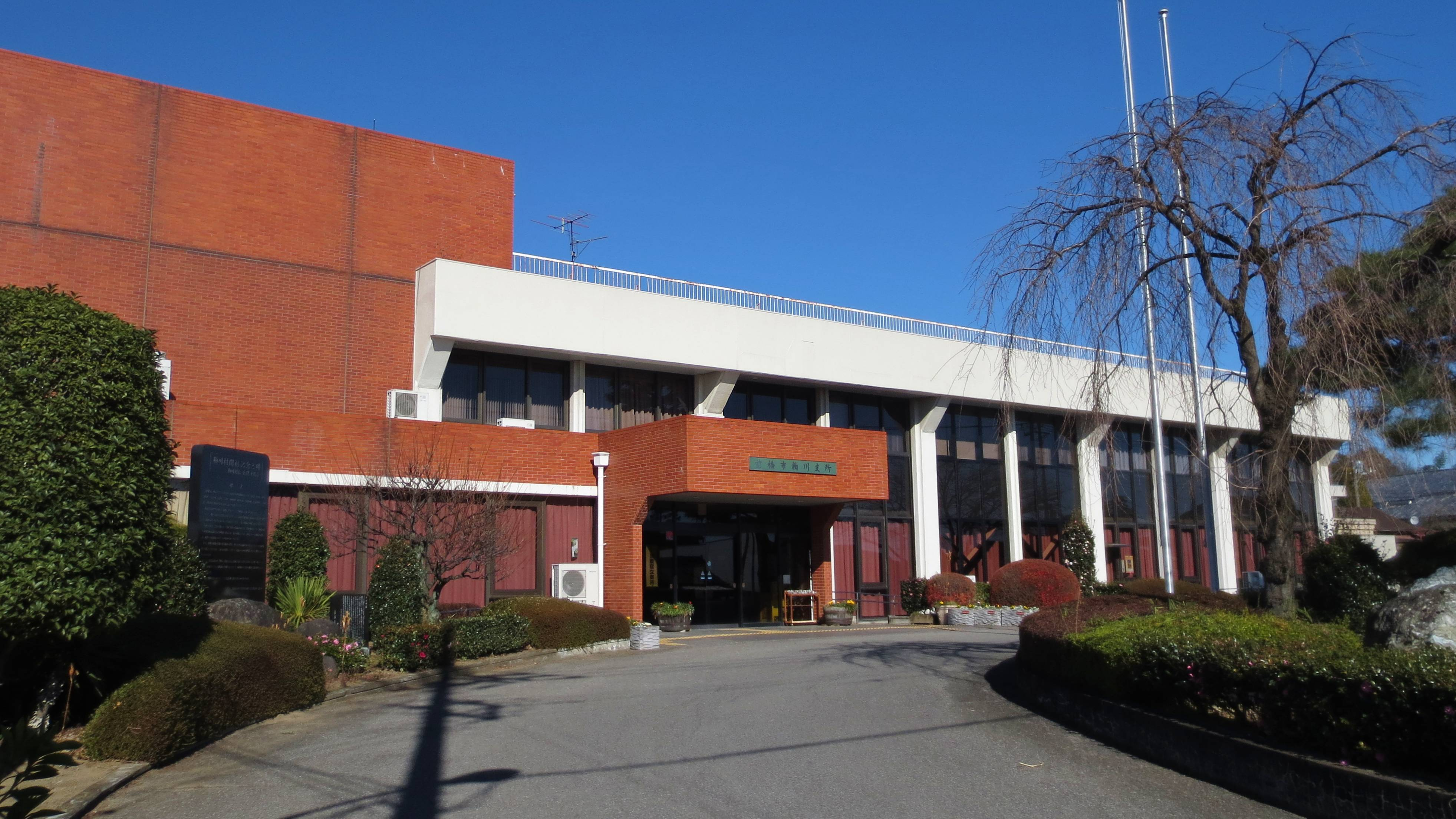
粕川支所
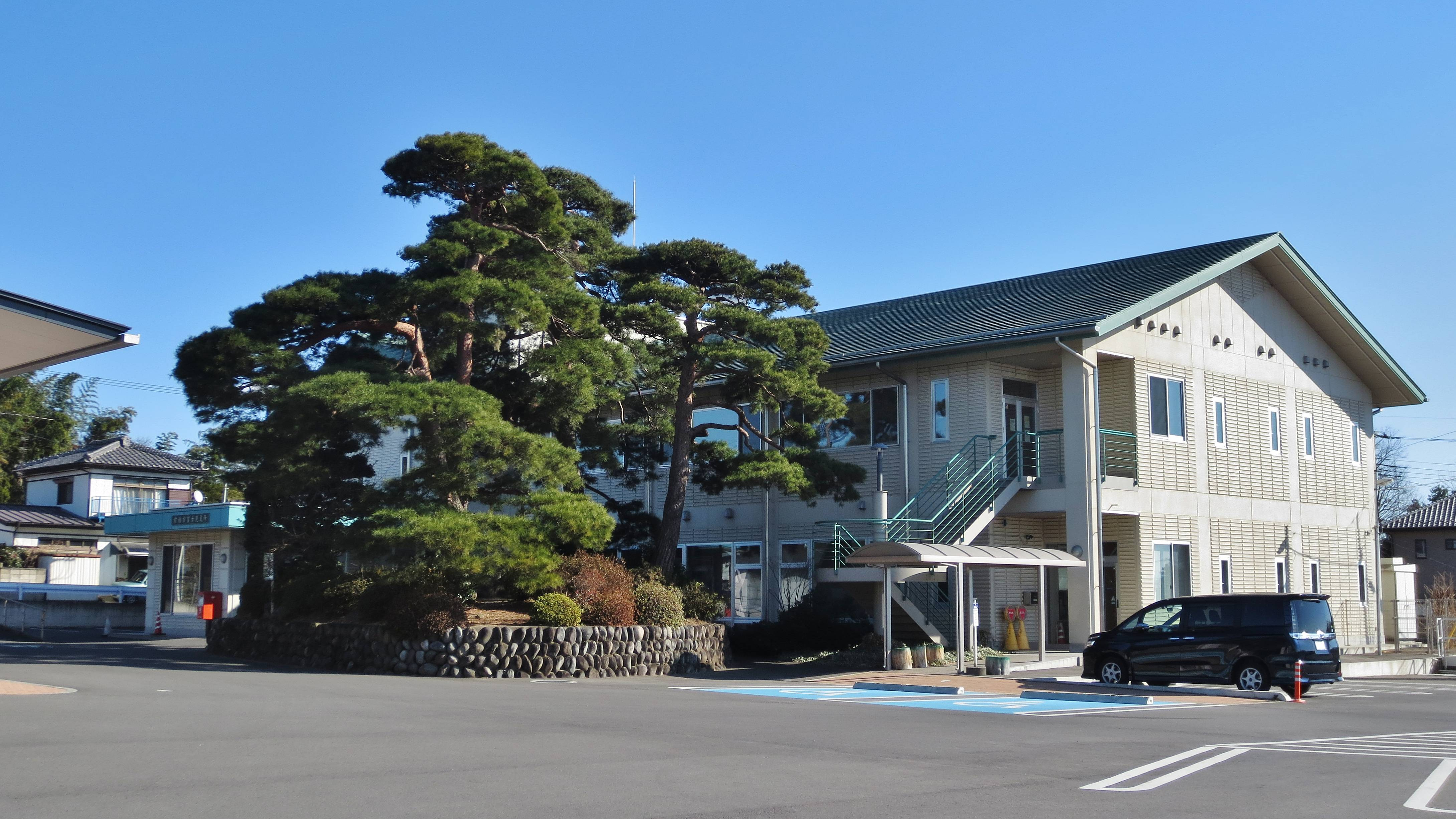
富士見支所

## 不祥事・事故
- 2019年1月23日 - 道路管理課の男性技師（25歳）が、さいたま市大宮区のビルで1月23日、元交際相手の女性（22歳）を殺害。28日、市は男性技師を懲戒免職処分とした[7]。さいたま地方法裁判所は、12月2日、元男性技師に懲役17年（求刑懲役20年）の実刑判決を言い渡した[8]。